# Yahalom
La unidad Yahalom: (en hebreo: יהל"ם - יחידה הנדסית למשימות מיוחדות) es una unidad especial de ingenieros de combate de élite del Cuerpo de Ingenieros de las Fuerzas de Defensa de Israel (FDI). La palabra Yahalom significa "diamante" en hebreo) y es una abreviación de "unidad especial de operaciones de ingenieros". La unidad se especializa en misiones especiales de ingeniería entre las cuales cabe señalar: 
- Misiones de comando y contraterrorismo.
- Demoliciones precisas y colocación de explosivos.
- Desactivación de bombas, minas terrestres y munición sin estallar.
- Sabotaje marítimo y superación de obstáculos.
- Búsqueda y destrucción de túneles.
- Desarrollo de métodos avanzados y de herramientas para llevar a cabo demoliciones y desactivación de munición sin explotar.
- Enseñanza y entrenamiento de los soldados del Cuerpo de Ingenieros i de otras unidades especiales de demoliciones y desactivación de munición sin estallar.[1]